# Рішення Ради послів держав Антанти щодо східних кордонів Польщі

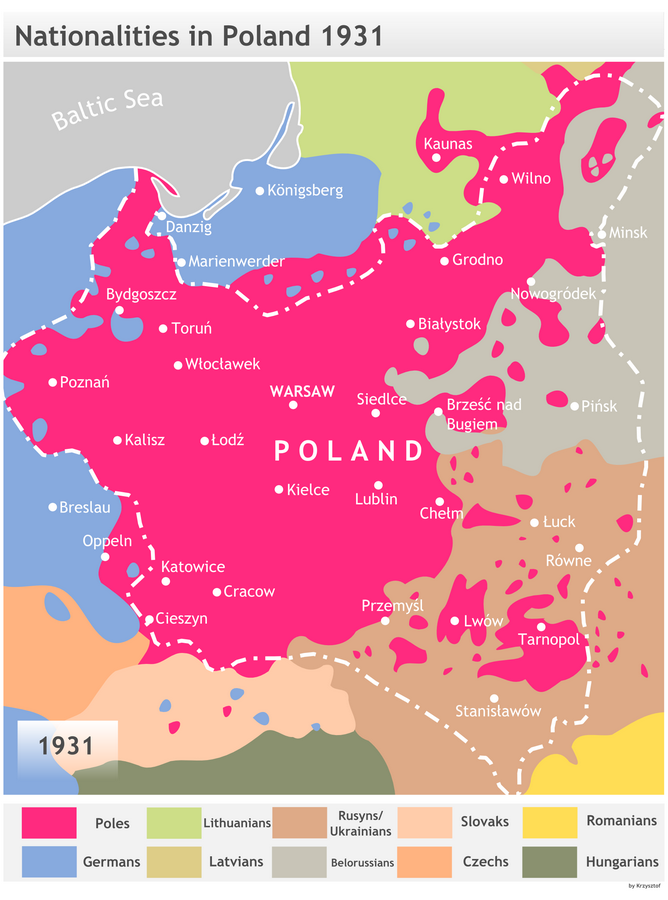
Етнічна карта Другої Речі Посполитої на 1931 рік

Рішення Ради послів держав Антанти щодо східних кордонів Польщі від 15 березня 1923 р. — 15 березня 1923 р. в Парижі Рада послів великих держав — Великої Британії, Франції, Італії та Японії — ухвалила рішення про визнання суверенітету Польщі над всією територією, якою вона фактично володіла, в тому числі і над Східною Галичиною. Передумовою для прийняття такого рішення було вказано визнання Польщею потреби автономії для східної частини Галичини.

## Витяг з тексту Рішення
На вимогу польського уряду Рада послів Антанти 15 березня 1923 року прийняла остаточне рішення: «Враховуючи, що згідно зі ст. 87 розділу 3 Сен-Жерменського мирного договору 1919 р. встановлено непорушність кордонів Польщі, але не визначено конкретно цих кордонів;
Враховуючи, що польський уряд звернувся 15 лютого 1923 р. до Конференції послів із проханням, щоб держави, представлені на Конференції, використали своє право, Враховуючи, що згідно зі ст. 93 Сен-Жерменського мирного договору 1919 р. Австрія відмовилася на користь Головних Союзників та Асоційованих Сил від всіх своїх прав на території, що раніше належали Австро-Угорській монархії, які знаходяться поза новими кордонами Австрії, передбаченими ст. 27 того Договору, а суверенітет на ці території ще не передано жодній державі;
Враховуючи, що Польща визнає, що етнографічні умови вимагають автономного статусу для східної частини Галичини;
Враховуючи, що Договір, укладений між Головними Союзниками та Асоційованими силами і Польщею від 28 червня 1919 р., передбачає відносно всіх територій, які знаходяться під польським суверенітетом, спеціальних гарантій для расових, мовних чи релігійних меншин;
У зв'язку з цим Конференція послів вирішила:
- визнати польський кордон:

1. з Росією (лінія визначена та делімітована згідно з Договором між двома країнами на власну відповідальність від 23 листопада 1922 року);
2. з Литвою;

- передати Польщі, яка погоджується з цим рішенням, всі права суверенітету на території, що знаходяться в межах вищенаведених кордонів та інших кордонів польської території згідно з умовами Сен-Жерменського мирного договору 1919 р. щодо обов'язків, необхідних державам, до яких перейшла якась територія колишньої Австро-угорської монархії».

Це Рішення підписали Раймон Пуанкаре (Франція), Ерік Фіппс (Велика Британія), Романо Авеццана (Італія), М.Мацуда (Японія), від Польщі Моріс Замойський.

## Передумови

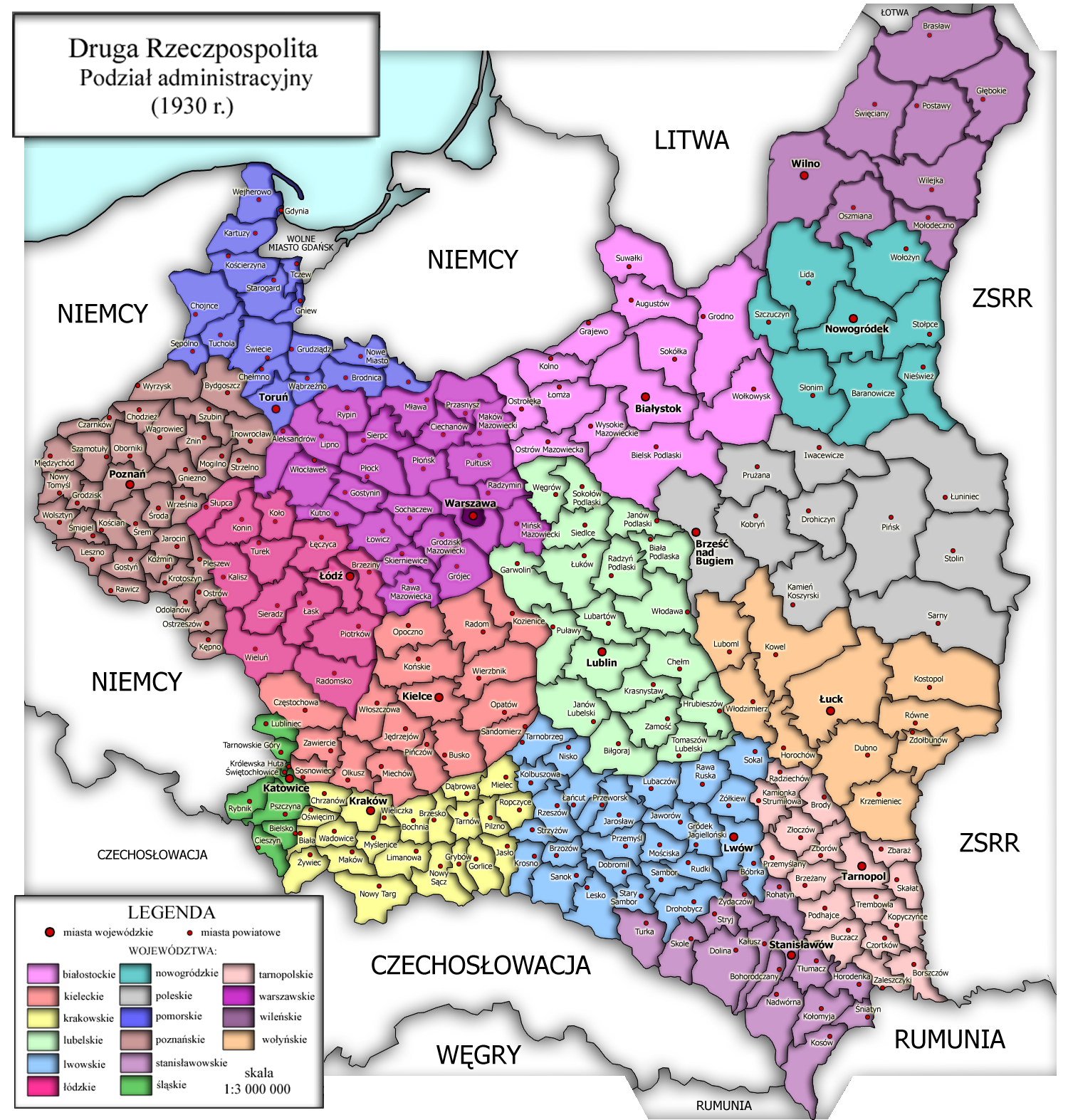
Адміністративна мапа Польщі на 1930

З погляду міжнародного права і держав Антанти влада Польщі над Західною Україною вважалася спірною. Кожна зі сторін намагалася відстояти свої інтереси. Польська влада йшла шляхом невиконаних обіцянок.
На Паризькій мирній конференції (28 червня 1919 року) Польща зобов'язалася перед державами Антанти гарантувати українському населенню автономію. Польська конституція (17 березня 1921 року) гарантувала право українців на рідну мову в публічному житті та навчанні в початкових школах. У ст. 109 Конституції Польщі (17 березня 1921 р.) проголошувалося, що «окремі державні закони забезпечать меншинам у Польській державі повний та вільний розвиток їх національних особливостей шляхом діяльності автономних органів меншин публічно-правового характеру, зокрема органів загального самоврядування». Закон від 26 вересня 1922 р. надавав самоврядування трьом галицьким воєводствам: Львівському, Станіславському і Тернопільському.
Проте це були декларації та дипломатичні маневри, щоб забезпечити сприятливе рішення Ради послів Антанти у Версалі. На ділі активно застосовувалися репресії, внаслідок яких протягом 1919—1922 pp. до 100 тис. осіб було заарештовано та кинуто до в'язниць, таборів. Приблизно 27 тис. українців там і померли.
Боротьба українців за свої права точилася в двох формах. Політичні партії, товариства, соціальні та економічні групи використовували обмежені легальні методи. Однак значна кількість молоді, особливо колишні вояки національної армії, які не змирилися з поразкою й виступали проти політики репресій, вирішили продовжувати боротьбу нелегальними й силовими методами. У 1920 р. вони заснували підпільну військову організацію, яку назвали Українська Військова Організація (УВО), що влаштувала замахи на представників польської влади (на маршала Ю. Пілсудського в 1921 р., на С. Грибовського в 1922 р., на президента Польської республіки С. Войцеховського в 1924 р. тощо). Українці Галичини бойкотували перепис 1921 р. й вибори до сейму 1922 р. Проте, незважаючи на протести уряду ЗУНР та політично активної західноукраїнської громадськості, у вересні 1921 p. територію Східної Галичини було приєднано до Польщі, посаду намісника у Львові ліквідовано, а натомість утворено підпорядковані Варшаві три воєводства.
На межі 1922—1923 pp. майновий і політичний рейтинг східногалицької української буржуазії дуже знизився. Ще в середині 1922 р. польське посольство у Ватикані обґрунтувало безперспективність проникнення католицизму на слов'янський Схід за допомогою греко-католицької церкви. Це призвело до зміни політики папи Пія XI щодо східногалицького питання і до фактичної відмови від подальшої підтримки Андрея Шептицького та уряду ЗУНР.
Польська влада намагалася різними політичними засобами послабити український національно-визвольний рух, використовуючи для цього адміністративно-територіальний поділ. До Львівського воєводства було приєднано 2 повіти Малопольщі. Це було зроблено для послаблення політичних позицій українського електорату на виборах, які й так проводились поліцією за схемою «вибори без голосування». Водночас штучно роз'єднувались українці Східної Галичини та Західної Волині — між ними залишався так званий «сокальський кордон», який відповідав колишньому державному між Австро-Угорщиною та царською Росією. Це мало на меті не допустити консолідації українців, які проживали на території Польської держави, протиставити їх один одному. Східна Галичина мала бути деукраїнізованою і повністю асимільованою. На Волині проводилася поміркованіша політика з огляду на її можливість, на думку польських державців, перетворитися на «троянського коня» для українців наддніпрянської України.
В арсеналі польської влади були також методи загострення міжконфесійних конфліктів, переслідування та переселення української інтелігенції, спроби подрібнити українську націю «відокремленням» від неї лемків тощо.
У цей період змінює акценти у своїй політиці й Англія. Так, на початку 1923 р. англійський уряд за поступки, які йому зробила Франція на Близькому Сході (зокрема, в районі Мосулу — мосульська нафта), погодився на анексію Східної Галичини Польщею — союзницею Франції.
12 лютого 1923 р. польський сейм у зверненні до західних держав поставив за вимогу узаконити умови Ризького договору від 18 березня 1921 р. як чинника «господарської і політичної необхідності, неодмінної умови стабільності в Європі». Водночас уряд В. Сікорського оголосив декларацію, в якій пообіцяв на підставі Конституції 1921 р. врегулювати відносини у Східній Галичині та захищати права місцевого українського населення.
15 березня 1923 року в Парижі зібралася рада послів великих держав — Англії, Франції, Італії та Японії, яка остаточно визнала суверенітет Польщі над Східною Галичиною.
Намагаючись змінити рішення Ради Послів, з Раймоном Пуанкаре зустрічався митрополит Андрей Шептицький, але безуспішно.

## Наслідки
- Вимоги країн Антанти щодо Польщі були чисто декларативними і ніколи не виконувались польським урядом.

- Галичани не визнали рішення Ради Послів. У березні 1923 року на галицьких землях відбулись десятки мітингів та інших акцій протесту. На одному з найбільших таких мітингів 24 березня 1923 року на площі Святого Юра у Львові було зложено урочисту присягу: «Ми український нарід присягаємо, що ніколи не признаємо панування Польщі над нами і використаємо кожну нагоду, щоби скинути зненавиджене ярмо польської неволі і з'єднатися з великим українським народом в незалежній, всі українські землі обіймаючій, державі!»

Парадокс, що офіційно тільки уряди РСФРР і УСРР протестували проти цього рішення Ради амбасадорів.